# Timocharis (kráter)
Timocharis je výrazný měsíční impaktní kráter s ostrým okrajem a terasovitými valy nacházející se v oblasti Mare Imbrium (Moře dešťů) na přivrácené straně Měsíce. Má průměr 34 km a je hluboký 3,1 km, pojmenován je podle řeckého astronoma a filosofa Timocharise Alexandrijského. Přímo v jeho středu se nachází další malý impaktní kráter. Dopad meteoritu, který jej způsobil, zcela odstranil středový vrcholek Timocharise.
Nejbližším kráterem srovnatelných rozměrů je Lambert ležící západně (průměr 30 km). Východně od Timocharise leží dvojice kráterů Feuillée a Beer. Jihovýchodně leží malý kráter Pupin (dříve Timocharis K), jihozápadně kráter Heinrich (dříve Timocharis A). Severně se nachází malý řetězec kráterů pojmenovaný Catena Timocharis (délka cca 50 km). Mezi krátery Timocharis a Lambert se táhne mořský hřbet Dorsum Higazy.

## Satelitní krátery
V okolí se nachází několik sekundárních kráterů. Ty byly označeny podle zavedených zvyklostí jménem hlavního kráteru a velkým písmenem abecedy.
| Timocharis | Sel. šířka | Sel. délka | Průměr |
| ---------- | ---------- | ---------- | ------ |
| B          | 27.9° S    | 12.1° Z    | 5 km   |
| C          | 24.8° S    | 14.2° Z    | 4 km   |
| D          | 23.8° S    | 15.1° Z    | 3 km   |
| E          | 24.6° S    | 17.1° Z    | 4 km   |
| H          | 23.6° S    | 16.6° Z    | 2 km   |

Následující krátery byly přejmenovány Mezinárodní astronomickou unií:
- Timocharis A na Heinrich[1]
- Timocharis F na Landsteiner[3]
- Timocharis K na Pupin[1]